# Csete József
Csete József (Erdőgyarak, 1920. novembere – Budapest, 1986. február 13.) ÁVH-s tiszt, alezredes, 1951 augusztusától 1952. februárjáig a recski kényszermunkatábor parancsnoka.

## Pályája
Anyja Béres Julianna volt. Testvére, Csete István 1950-től 1959-ig szintén a politikai rendőrségnél működött. 1945 elejétől február 26-ig Magyar Államrendőrség Politika Rendészeti Osztálynál működött, mint nyomozó, majd Magyar Államrendőrség Budapesti Főkapitányság PRO-hoz került, decembertől az I. alosztálytörzs "A" főcsoport 1. szakcsoportjánál volt nyomozó. 1951-ig az ÁVH különböző osztályain működött: 1948 végén a XIV. alosztálynál, 1950. január 5-ig a C/5. alosztálynál, január 6-tól a B/6. alosztálynál, március 9-ig az I/4-a alosztálynál, március 10. és június 15. között a VI/1. Osztálynál, június 16-tól 1951. június 15-ig a X/1. Osztálynál, majd a VI/2. Osztálynál. 1951 augusztusában, miután Michnay Gyula és társai szökése miatt az addigi parancsnokot, Fóris Bélát leváltották, Csete Józsefet az ÁVH VI/2. Osztály recski kényszermunkatáborhoz nevezték ki, mint táborparancsnok (alosztályvezető). Egykori foglyok visszaemlékezései szerint az parancsnoksága volt a recski tábor életének legkegyetlenebb időszaka, uralma alatt megszaporodtak a visszaélések, ekkoriban vált bevett büntetéssé a gúzsbakötés. A recski tábort 1952. február 29-ig irányította, márciusban a VI/2-I. alosztályhoz (házifogda) parancsnokká nevezték ki, 1953. november 15-én pedig áthelyezték a BM Pest Megyei Főosztály büntetés-végrehajtási alosztályához alosztályvezetőnek, 15 nap után azonban a Budapesti Körzeti Börtön parancsnokhelyettesének tették meg. Az 1956-os forradalom idején letartóztatták és bebörtönözték. 1957. augusztusától 1959. november 30-ig a BM II/8. Osztály házifogda (II/8-h alosztály) parancsnoka. 1959. december 1-jén a Légoltalom Országos Törzsparancsnokságához került. 1969-ben vonult nyugállományba. 1969. augusztus 1-től december 31-ig a BM III/I-9. Osztály segédoperatív feladatok ellátására alkalmazta.
Haláláról beszámolt a Népszabadság. 1986. március 5-én temették el.

## Kitüntetései
- Kiváló Szolgálatért Érdemérem (1953)
- Munkás-paraszt Hatalomért emlékérem (1958)
- Szocialista Hazáért érdemrend